# 범마방진
범마방진(汎魔方陣, 영어: panmagic square) 또는 범대각선 마방진(汎對角線 魔方陣, 영어: pandiagonal magic square)은 범대각선에 있는 수들의 합도 마법 상수로 동일한 마방진이다. 여기서 범대각선이란 평행한 두 대각선으로 구성된 n개의 수들의 집합을 말한다. 범마방진은 마방진의 최상위 등급으로 생각되어, 완전방진(完全方陣), 완전대각방진(完全對角方陣)이라고도 한다.
예를 들어 아래 범마방진에서 빨간색은 대각선이고, 나머지 파란색, 노란색, 초록색은 각각 범대각선이다.
| 3  | 10 | 15 | 6  |
| 13 | 8  | 1  | 12 |
| 2  | 11 | 14 | 7  |
| 16 | 5  | 4  | 9  |

| 3  | 10 | 15 | 6  |
| 13 | 8  | 1  | 12 |
| 2  | 11 | 14 | 7  |
| 16 | 5  | 4  | 9  |

| 3+8+14+9=34  |
| 10+1+7+16=34 |
| 15+12+2+5=34 |
| 6+13+11+4=34 |

| 6+1+11+16=34 |
| 15+8+2+9=34  |
| 10+13+7+4=34 |
| 3+2+14+15=34 |

범대각선 마방진에서는 대각선뿐 아니라 범대각선에서도 합이 마방진 합으로 같아야 한다. 이 마방진에서 마방진 합은 34이다.

## 3×3 범마방진
비자명한 3차 범마방진은 존재하지 않는다. 다음과 같은 범마방진에서
{\displaystyle {\begin{array}{|c|c|c|}\hline \!\!a_{11}\!\!\!&\!\!a_{12}\!\!\!&\!\!a_{13}\!\!\!\\\hline \!\!a_{21}\!\!\!&\!\!a_{22}\!\!\!&\!\!a_{23}\!\!\!\\\hline \!\!a_{31}\!\!\!&\!\!a_{32}\!\!\!&\!\!a_{33}\!\!\!\\\hline \end{array}}}
마방진 상수가 {\displaystyle s}라 하자. {\displaystyle a_{11}+a_{22}+a_{33},} {\displaystyle a_{12}+a_{22}+a_{32},} {\displaystyle a_{13}+a_{22}+a_{31}} 을 모두 더하면 {\displaystyle 3s}가 된다. 그런데 그 중에서 {\displaystyle a_{11}+a_{12}+a_{13}} 과 {\displaystyle a_{31}+a_{32}+a_{33}} 을 더하면 {\displaystyle 3a_{22}=s} 임을 알 수 있다. 하지만 3번째 세로줄을 맨 왼쪽으로 옮기고 같은 방법을 적용하면, {\displaystyle 3a_{21}=s} 이어야 한다. 따라서 수의 값은 모두 {\displaystyle {\tfrac {1}{3}}s}으로 같아야 한다.
그런데 마방진의 개념에서 수들 대신 기하학적인 모양으로 일반화시킬 때, 도형 마방진(geometric magic square)에서 3×3 범마방진은 존재한다.

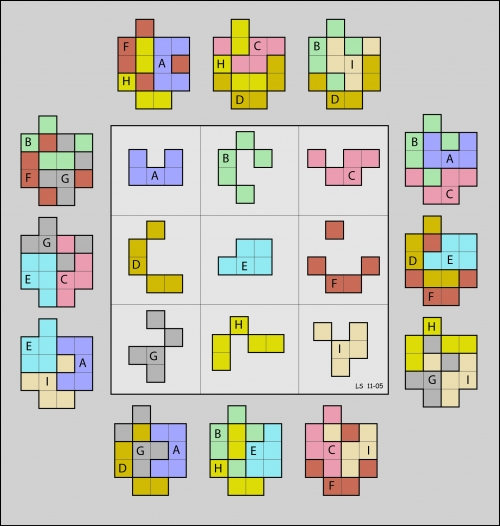
3×3 기하 범마방진

## 4×4 범마방진

4×4 마방진의 종류를 벤 다이어그램으로 표시한 것이다. 같은 색으로 표시된 부분에서 합이 마방진 상수로 같다.

가장 작은 비자명한 범마방진은 4×4 마방진이다. 모든 4×4 범마방진은 다음 예시에서 한 가로/세로줄을 반대편으로 평행 이동했을 때 대칭이어야 한다.
| a             | a + b + c + e | a + c + d         | a + b + d + e |
| a + b + c + d | a + d + e     | a + b             | a + c + e     |
| a + b + e     | a + c         | a + b + c + d + e | a + d         |
| a + c + d + e | a + b + d     | a + e             | a + b + c     |

모든 2×2 부분사각형의 합이 마법 상수이기 때문에, 4×4 범마방진은 가장 완벽한 마방진(most-perfect magic square)이다. 게다가 모든 3×3 사각형에서 반대쪽 꼭짓점에 있는 두 쌍의 수들의 합은 마법 상수의 절반이다. 따라서 모든 결합 마방진(associative)인 4×4 범마방진은 똑같은 수들이 있어야 한다.
1부터 16까지의 수를 중복하지 않고 사용한 모든 4×4 범마방진은 a를 1로 해야 하고, b, c, d, e를 1, 2, 4, 8 (순서는 상관없음)로 해야 얻을 수 있다. 그리고 평행 이동을 사용할 수 있다. 예를 들어 b = 1, c = 2, d = 4, e = 8로 하면, 다음과 같은 마방진을 얻을 수 있다.
| 1  | 8  | 13 | 12 |
| 14 | 11 | 2  | 7  |
| 4  | 5  | 16 | 9  |
| 15 | 10 | 3  | 6  |

1부터 16까지의 수를 중복하지 않고 사용한 모든 4×4 범마방진의 경우의 수는 384(=16×24)가지이다. 평행 이동으로 16개가 가능하고 1, 2, 4, 8을 b, c, d, e에 배정할 때 4!(24)가지 방법이 있기 때문이다.

## 5×5 범마방진
5×5 범마방진은 많이 있다. 4×4 범마방진과는 달리, 결합 마방진이 가능하다. 다음은 5×5 결합 범마방진이다.
| 20 | 8  | 21 | 14 | 2  |
| 11 | 4  | 17 | 10 | 23 |
| 7  | 25 | 13 | 1  | 19 |
| 3  | 16 | 9  | 22 | 15 |
| 24 | 12 | 5  | 18 | 6  |

게다가 5×5 범마방진의 가로줄, 세로줄, 대각선에서는 오점형(quincunx)에 위치한 수의 합도 마법 합으로 같다. 예를 들어
17+25+13+1+9 = 65 (중앙의 수 + 닿아 있는 가로·세로줄에서 옆에 있는 수)
21+7+13+19+5 = 65 (중앙의 수 + 닿아 있는 가로·세로줄에서 나머지 수)
4+10+13+16+22 = 65 (중앙의 수 + 닿아 있는 대각선에서 옆에 있는 수)
20+2+13+24+6 = 65 (중앙의 수 + 닿아 있는 대각선에서 나머지 수)
각 오점형은 둘러싸고 있는 가로줄과 세로줄의 원형 순열을 통해 사각형에 있는 다른 위치로 평행 이동시킬 수 있다. 범마방진은 마법 상수의 등식(equality)에 영향을 받지 않기 때문이다. 그래서 깨진 대각선과 비슷한 깨진 오점형을 포함하면, 합이 같은 오점형이 100개가 만들어진다.
합이 같은 오점형은 가로줄, 세로줄, 대각선 합의 선형 조합을 통해 증명할 수 있다.
범마방진이 다음과 같다고 하자. 마법 상수는 s이다.
{\displaystyle {\begin{array}{|c|c|c|c|c|}\hline \!\!a_{11}\!\!\!&\!\!a_{12}\!\!\!&\!\!a_{13}\!\!\!&\!\!a_{14}\!\!\!&\!\!a_{15}\!\!\!\\\hline \!\!a_{21}\!\!\!&\!\!a_{22}\!\!\!&\!\!a_{23}\!\!\!&\!\!a_{24}\!\!\!&\!\!a_{25}\!\!\!\\\hline \!\!a_{31}\!\!\!&\!\!a_{32}\!\!\!&\!\!a_{33}\!\!\!&\!\!a_{34}\!\!\!&\!\!a_{35}\!\!\!\\\hline \!\!a_{41}\!\!\!&\!\!a_{42}\!\!\!&\!\!a_{43}\!\!\!&\!\!a_{44}\!\!\!&\!\!a_{45}\!\!\!\\\hline \!\!a_{51}\!\!\!&\!\!a_{52}\!\!\!&\!\!a_{53}\!\!\!&\!\!a_{54}\!\!\!&\!\!a_{55}\!\!\!\\\hline \end{array}}}
오점형의 합이 {\displaystyle a_{11}+a_{15}+a_{33}+a_{51}+a_{55}=s}임을 증명하려면, (숫자로 된 예시에서는 20+2+13+24+6 = 65에 해당됨) 다음의 수를 더하면 된다.
1. {\displaystyle a_{11}+a_{22}+a_{33}+a_{44}+a_{55}}, {\displaystyle a_{15}+a_{24}+a_{33}+a_{42}+a_{51}} 대각선 합의 각 3배
2. {\displaystyle a_{11}+a_{25}+a_{34}+a_{43}+a_{52}}, {\displaystyle a_{12}+a_{23}+a_{34}+a_{45}+a_{51}}, {\displaystyle a_{14}+a_{23}+a_{32}+a_{41}+a_{55}},  {\displaystyle a_{15}+a_{21}+a_{32}+a_{43}+a_{54}} 깨진 대각선의 합
3. {\displaystyle a_{11}+a_{12}+a_{13}+a_{14}+a_{15}}, {\displaystyle a_{51}+a_{52}+a_{53}+a_{54}+a_{55}} 가로줄의 합

이 합에서 다음의 수를 빼면 된다.
1. {\displaystyle a_{21}+a_{22}+a_{23}+a_{24}+a_{25}},  {\displaystyle a_{41}+a_{42}+a_{43}+a_{44}+a_{45}} 가로줄의 합
2. {\displaystyle a_{13}+a_{23}+a_{33}+a_{43}+a_{53}} 세로줄의 합
3. {\displaystyle a_{12}+a_{22}+a_{32}+a_{42}+a_{52}}, {\displaystyle a_{14}+a_{24}+a_{34}+a_{44}+a_{54}} 세로줄의 합의 각 2배

이 결과는 {\displaystyle 5a_{11}+5a_{15}+5a_{33}+5a_{51}+5a_{55}=5s}이고, 5로 나누면 이 오점형의 합이 마법 합(magic sum)과 같다는 걸 알 수 있다. 수로 된 마방진 예시와 같이, 다음 오점형의 합도 마법 합과 같게 된다. {\displaystyle a_{23}+a_{32}+a_{33}+a_{34}+a_{43}}, {\displaystyle a_{13}+a_{31}+a_{33}+a_{35}+a_{53}}, {\displaystyle a_{22}+a_{24}+a_{33}+a_{42}+a_{44}}

## 연속하지 않는 정수로 이루어진 (4n+2)×(4n+2) 범마방진
연속적인 정수(예를 들어 1, 2, 3, 4, 5)가 사용되면 {\displaystyle 4n+2}차 범마방진은 존재하지 않는다. 하지만 특정한 순서의 연속하지 않은 정수가 있으면 가능하다.

## 같이 보기
- 범대각선
- 마방진